# Усеїн Баккал
Усеїн Баккал (крим. Üsein Bakkal, нар. 22 квітня 1897 — пом. 20 жовтня 1973) — кримськотатарський танцюрист, балетмейстер і театральний режисер. Один із засновників сучасної кримськотатарської хореографії та кримськотатарського державного ансамблю пісні і танцю «Хайтарма». Був провідним солістом Кримськотатарського драматичного театру. Автор понад двадцяти танцювальних номерів, постановок і сюїт. 

## Біографія та кар'єра

### Ранні роки
Усеїн Баккал народився 1897 року в Акмесджиті в родині власника бакалійної лавки. Його мати, Аліме, походила зі шляхетної родини. У нього були старші брати Мамут й Асан та сестри Зейнеб-Шерфе і Гульсум-Шерфе — Усеїн був найменшою дитиною в родині. Він змалку любив музику і танці, також танцювали і два його старші брати. Сусіди родини, заможна караїмська родина, не сідали обідати, поки не помилуються танцями синів Баккалів. Юний Усеїн також танцював на весільних вечорах, святах Дервіза, Наврез, Хидирлез, бачив майстерність танцюриста Хайрі Емір-Заде.

### 1923—1943: робота в Криму
Ще з юності Усеїн Баккал присвятив себе розвитку кримськотатарського мистецтва. З 1923 року був одним із провідних танцюристів Кримськотатарського державного драматичного театру в Сімферополі — працював солістом танцю, був актором, мав сольні виступи. Згодом став лауреатом Всесвітнього фестивалю майстрів мистецтв, що відбувся 1927 року у Франкфурті-на-Майні. Там Баккала визнали найкращим танцюристом. Після повернення з Німеччини його призначили головним хореографом Кримськотатарського театру, а також він працював помічником режисера.
1934 року заснував першу школу кримськотатарського танцю, яка заклала основи подальшого розвитку національної хореографії. Працюючи в театрі, Баккал створив низку знакових хореографічних постановок і танцювальних композицій, серед яких «Свято на селі», «Чабани», «Улюблена хустка» та інші. Ці твори стали частиною класичного спадку кримськотатарського мистецтва. У 1937—1938 роках обіймав посади балетмейстера театру опери та балету, а також головного балетмейстера Кримськотатарського ансамблю пісні і танцю. У передвоєнні роки співпрацював із композитором Ільясом Бахшишем над театральними виставами. Під час Другої світової війни, у 1942 році, в Кримськотатарському театрі Сімферополя поставив вистави «Бахчисарайський фонтан» (О. Пушкін), «Дівчина Арзи» (Ю. Болат), «Золота колиска».

### 1944—1973: депортація й робота в Таджикистані
1944 року Усеїна Баккала депортували з Криму в Таджикистан. 1947 року став головним балетмейстером музично-драматичного театру ім. О. Пушкіна в місті Ленінабад, проте вже наступного року Баккала заарештували й засудили за безпідставним звинуваченням — «зрадник батьківщини» — до 25 років позбавлення волі.
Після звільнення й реабілітації у 1955 році продовжив творчу діяльність в Таджикистані — поставив танці до вистав «Торговець з аршином», «Нурхон», «Совість», «Гроза» (за О. Островським). Згодом став одним із засновників кримськотатарського державного ансамблю пісні і танцю «Хайтарма». У цьому колективі поставив низку відомих танцювальних номерів: «Танок чабанів», «Великий хоран», «Легкий хоран», фольклорну вокально-хореографічну сюїту «Танок з перснем» та інші, що стали частиною хореографічної спадщини кримських татар.
Ученицями Усеїна Баккала були, зокрема, Селіме Челебієва, Ельзара Асанова й Аніфі Чолакова.
Помер 20 жовтня 1973 року внаслідок двох інфарктів. Похований у Чкаловську в Таджикистані.

## Постановки

### Танцювальні номери
- «Бахчисарайський фонтан»
- «Дівчина Арзи»
- «Легенда про русалку»
- «Золота колиска»
- «Ходжа Насреддін»
- «Весілля триває».
- «Танок чабанів»
- «Великий хоран»
- «Легкий хоран»
- «Торговець з аршином»
- «Нурхон»
- «Совість»
- «Гроза»

### Танцювальні сюїти
- «Свято на селі»
- «Чабани»
- «Улюблена хустка»
- «Перша зустріч»
- «Високий мінарет»
- «Танок з перснем»

## Особисте життя
Був одружений з піаністкою й музиканткою Зорє Ізмайловою. У подружжя було 4 доньки: Пакізе, Ремзіє, Тамілла та Рушена. Донька Ремзіє Баккал-Тарсинова — кримськотатарська хореографка. Усеїн Баккал залучав дітей до мистецтва, купував грамплатівки з кримськотатарською, іспанською та іншою музикою, рагнув дати дітям добру освіту, вважаючи, що кожна людина повинна бути самостійною і сама обирати свій життєвий та творчий шлях. Одна з онучок — Ельзара Асанова, кримськотатарська танцівниця й артистка балету; Усеїн Баккал був її першим учителем з танців.
За словами рідних Усеїна Баккала, він не святкував свій день народження, оскільки цього ж дня, 20 квітня, народився Гітлер.